# 라마누잔 상수
라마누잔 상수(Ramanujan Constant) 또는 라마누잔 수 (Ramanujan Number) 는
헤그너 수와 밀접히 관련된 수학 상수이다. 또한 대수적 수에 온전히 기반하는 초월수라는 점에서 중요하다.
{\displaystyle e^{\pi {\sqrt {163}}}=262,537,412,640,768,743.999\ 999\ 999\ 999...}

## 여러표현들
{\displaystyle {\begin{aligned}e^{\pi {\sqrt {163}}}&=\left({\frac {e^{\pi i/24}\eta (\tau )}{\eta (2\tau )}}\right)^{24}-24.000\,000\,000\,000\,001\,05\dots \\e^{\pi {\sqrt {163}}}&=\left({\frac {e^{\pi i/12}\eta (\tau )}{\eta (3\tau )}}\right)^{12}-12.000\,000\,000\,000\,000\,21\dots \\e^{\pi {\sqrt {163}}}&=\left({\frac {e^{\pi i/6}\eta (\tau )}{\eta (5\tau )}}\right)^{6}-6.000\,000\,000\,000\,000\,034\dots \end{aligned}}}

## 같이 보기
- j-불변량
- 모듈러 함수
- 괴물군
- 란다우-라마누잔 상수

## 참고
- http://oeis.org/A060295
- http://mathworld.wolfram.com/RamanujanConstant.html